# Pennatula phosphorea
A Pennatula phosphorea a virágállatok (Anthozoa) osztályának a tengeritollak (Pennatulacea) rendjébe, ezen belül a Subsessiliflorae alrendjébe és a Pennatulidae családjába tartozó faj.

## Előfordulása
A Pennatula phosphorea előfordulási területe az Atlanti-óceán északkeleti része, az Északi-tengertől egészen a Földközi-tenger keleti feléig. Svédországtól Görögországig több helyen is fellelhető. Egyes kutatások szerint, talán a hajók ballasztvizeinek köszönhetően Új-Zéland tengervizeibe is eljutott.

## Életmódja
Szerves törmelékkel és planktonnal táplálkozik. A Lamippe rubra és a Lamippula chattoni nevű evezőlábú rákok (Copepoda) élősködnek ezen a korallfajon. Az előbbi evezőlábú rákfaj a tengeritoll testébe is behatol.

## Képek

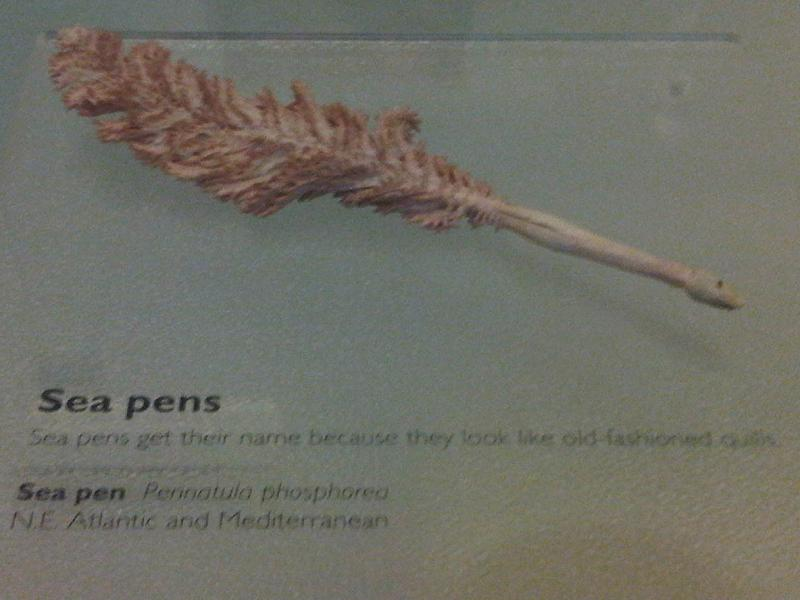
Az állat a londoni Természettudományi Múzeumban
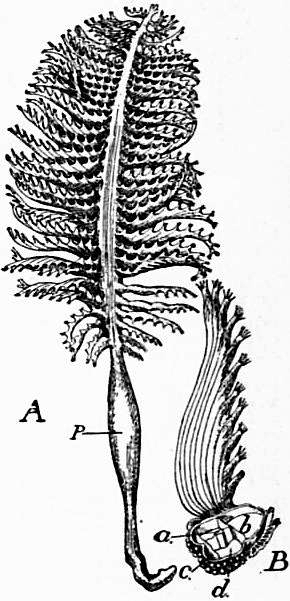
Rajz az állatról és annak testrészeiről